# Rival Schools: United by Fate
Rival Schools: United by Fate (私立ジャスティス学園 LEGION OF HEROES?, Shiritsu Justice Gakuen: Legion of Heroes) è un videogioco picchiaduro a incontri in grafica 3D prodotto dalla Capcom, originariamente reso disponibile per Arcade nel 1997 ed in seguito convertito per PlayStation nel 1998.

## Trama
La storia introduce il giocatore alla città giapponese di Aoharu City, dove diverse scuole locali sono vittime di attacchi sconosciuti e rapimenti di studenti e personale. I vari personaggi del gioco hanno cercato di trovare il responsabile degli attacchi alla loro scuola, e le scene di intermezzo e i combattimenti servono a delineare le loro interazioni con le altre scuole e tra di loro. Alla fine, la storia rivela che una scuola d'élite della città, la Justice High, è responsabile degli attacchi. La squadra scelta dal giocatore dovrà affrontare nel finale Raizo Imawano, il preside della Justice High, e il primo boss del gioco. Se si verificheranno determinate condizioni durante la lotta contro Raizo, la storia continuerà ed i giocatori dovranno affrontare un ultimo combattimento contro Hyo Imawano, nipote di Raizo, e vera mente dietro gli eventi del gioco.
La struttura del gioco in modalità single player di Rival Schools varia a seconda di quali personaggi il giocatore abbia selezionato. Se due personaggi della stessa scuola sono stati selezionati (con poche eccezioni), la storia progredirà con combattimenti prestabiliti in anticipo, e ogni combattimento termina con brevi filmati in grafica 2D che spiegano l'evoluzione della storia. Se invece sono stati selezionati due personaggi di diverse scuole la storia progredirà in modo simile a quella di altri giochi di combattimento, con la squadra scelta del giocatore che dovrà combattere con avversari casuali prima di affrontare il boss finale. Nella versione arcade, la selezione del personaggio è inizialmente limitata a due soli personaggi della stessa scuola, e la possibilità di scegliere scelta qualunque personaggio era possibile solo con il tempo. La versione PlayStation invece inizia con già tutti i personaggi sbloccati e senza restrizioni.

## Modalità di gioco
Il gioco è descrivibile come una versione in grafica 3D di Marvel vs. Capcom, con alcune differenze. I controlli del gioco variano rispetto ad altri videogiochi di combattimento della Capcom, per il fatto che si limitano a quattro bottoni (due pugni e due calci, il che lo rende più simile al formato di gioco della SNK) rispetto ai tradizionali sei. Il giocatore sceglie una squadra composta da due personaggi e deve combattere contro un'altra squadra simile. Il combattimento effettivo invece prevede la lotta uno contro uno, mentre l'altro personaggio scelto dal giocatore entra in scena quando chiamato, o quando il personaggio giocante ha un livello di "vigore" tale da portare a compimento un attacco collaborativo (Team Up).
Il livello di "vigore" può arrivare al massimo sino al nono livello, e crolla di due livelli ogni qualvolta si effettua un attacco Team Up o di uno per ogni mossa speciale singola del personaggio. Alla fine di ogni round, indipendentemente se il giocatore ha vinto o ha perso, viene data la scelta di combattere il round seguente con lo stesso personaggio o con il partner. Il videogioco ha anche alcune tecniche difensive: Tardy Counters simile alla Alpha Counters di Street Fighter Alpha, permette al giocatore di contrattaccare immediatamente da una posizione di difesa ed Attack Cancels che permette al giocatore di annullare un colpo in arrivo.

## Personaggi giocabili
| Scuola     | Justice High School                        | Taiyo High School                            | Tamagawa Minami High School | Gorin High School                                                                                 | Pacific High School                      |
| Insegnante | Raizo Imawano Hideo Shimazu Kyoko Minazuki | Hayato Nekketsu                              |                             |                                                                                                   |                                          |
| Studente   | Hyo Imawano                                | Batsu Ichimonji Hinata Wakaba Kyosuke Kagami | Sakura Kasugano             | Shoma Sawamura Natsu Ayuhara Roberto Miura Daigo Kazama Akira Kazama Eiji Edge Yamada Gan Isurugi | Tiffany Lords Roy Bromwell Boman Delgado |

## Sequel

### Nekketsu Seisyun Nikki 2
In Giappone, la Capcom pubblicò un aggiornamento dell'originale Rival Schools esclusivamente per PlayStation, intitolato Shiritsu Justice Gakuen: Nekketsu Seisyun Nikki 2 (私立ジャスティス学園 熱血青春日記2?, Justice Private Academy: Fighting Spirit Diary 2). Questa nuova versione del gioco comprende due nuovi personaggi come Ran Hibiki della Taiyo High School e Nagare Namikawa della Gorin High School, oltre che una nuova versione della modalità di simulazione Nekketsu Seisyun Nikki, che comprende nuovi minigiochi ed un maggiore sviluppo della trama.

### Project Justice
Un sequel vero e proprio, Project Justice (Moero! Justice Gakuen - Burn! Justice Academy in Giappone) è stato pubblicato nel 2000 e nel 2001 negli Stati Uniti ed in Europa per arcade e Dreamcast con il nome di Project Justice: Rival Schools 2. In confronto a Rival Schools, Project Justice utilizza squadre di tre elementi, aggiungendo quindi la possibilità di effettuare attacchi a tre. Come il precedente gioco, Project Justice include una modalità per la creazione dei personaggi nella forma di un gioco di società virtuale. Tuttavia questa modalità è presente solo nella versione giapponese del titolo.

### Street FighterV
Le studentesse Sakura Kasugano, Ibuki e Akira Kazama sono personaggi giocabili, quest'ultima al Summer update 2021 è stata confermata la disponibilità dal 16 agosto 2021, anche il fratello Daigo è presente come personaggio di assistenza a Akira. Viene aggiunto anche uno stage di combattimento ambientato nei pressi della scuola Gedo High School, qui sono presenti come spettatori i compagni Eiji Edge Yamada e Gan Isurugi.
Oltre ad Akira, è possibile acquisire anche le uniformi scolastiche come costume per i lottatori: Nash (Kyosuke Kagami), Ibuki, Ryu, Cammy, R.Mica, Chun-Li, Juri, ED, Menat.

### Altri giochi
Lo studente Kyosuke Kagami è un personaggio giocabile in Capcom vs. SNK 2, Batsu Ichimonji e Hinata Wakaba sono d'assistenza in gioco.
Lo studente Batsu Ichimonji è un personaggio giocabile in Tatsunoko vs. Capcom: Ultimate All-Stars
L'insegnante Hideo Shimazu e la studentessa Kyoko Minazuki sono entrambi personaggi giocabili in Namco ✕ Capcom
La studentessa Sakura Kasugano è un personaggio della serie Street Fighter, l'ordine narrativo indica gli eventi di Rival Schools precedere quelli di Street Fighter Alpha 2